# Vista al mar
«Vista al mar» es una canción del cantante español Quevedo. Lanzado como el segundo sencillo de su disco "Donde quiero estar".

## Antecedentes y lanzamiento
Luego del lanzamiento de su sencillo con Ovy on the Drums «Sin señal», comenzó a grabar su próximo sencillo y en solitario.
A principios de septiembre de 2022 anunció en sus redes sociales que próximamente lanzaría una canción como olor a "amor de verano" que lleva por título «Vista al mar». La canción fue lanzada el 9 de septiembre de ese mismo año.

## Video musical
El video musical fue lanzado el 9 de septiembre de 2022. El video comienza en una noche de estrellas fugaces mientras una persona está acostada mirando su teléfono en una montaña, mientras Quevedo canta en un área en forma de tubería pero con mucha agua y mirando al mar durante el video.

## Certificaciones
| País                | Certificación | Ventas  |
| ------------------- | ------------- | ------- |
| España (PROMUSICAE) | Platinum × 5  | 200,000 |